# Revel (Alto Garona)
Revel (Revèl en lengua occitana) es una comuna francesa del departamento del Alto Garona en la región de Mediodía-Pirineos. Se trata de una antigua bastida medieval situada 50 km al este de Toulouse, entre la comarca del Lauragais y la Montaña Negra.
En esta comuna se encuentra el Lago de Saint-Ferréol que a través de la llamada Rigole de la plaine alimenta el Canal del Midi.

## Demografía

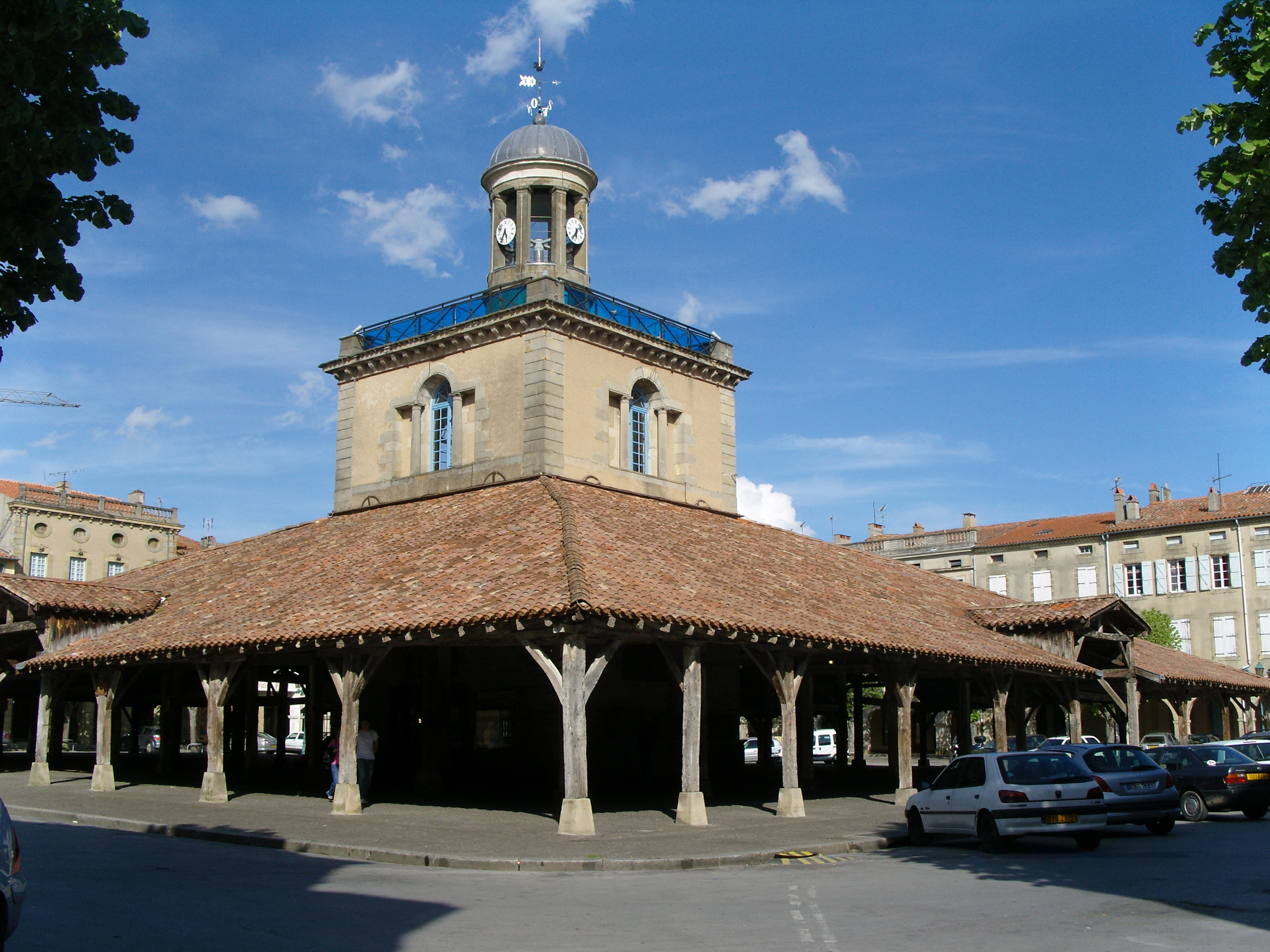
Mercado cubierto de Revel

| 3 743 | 4 333 | 5 009 | 5 190 | 5 453 | 5 824 | 5 714 | 6 044 | 5 933 | 5 085 | 5 281 | 5 598 | 5 539 | 5 613 | 5 477 | 5 529 | 5 566 | 5 393 | 5 457 | 5 553 | 5 596 | 5 042 | 5 133 | 5 241 | 5 362 | 5 508 | 5 466 | 6 411 | 6 843 | 7 164 | 7 448 | 7 520 | 7 985 | 8 856 |
| Para los censos de 1962 a 1999 la población legal corresponde a la población sin duplicidades (Fuente: INSEE [Consultar]) |       |       |       |       |       |       |       |       |       |       |       |       |       |       |       |       |       |       |       |       |       |       |       |       |       |       |       |       |       |       |       |       |       |